# Jagdzeug
Jagdzeug ist die Sammelbezeichnung für alle Gerätschaften und Material, das für die Durchführung einer Jagd gebraucht wird.
Im engeren Sinne die Tücher, die früher zum eingestellten Jagen notwendig waren. Zu Zeiten feudaler Jagd wurde das Jagdzeug im Zeughaus gelagert und bereitgestellt.